# Mother Mosque of America
La Mother Mosque of America, appelée aussi The Rose of Fraternity Lodge, se trouve à Cedar Rapids, Iowa aux États-Unis. Sa construction fut terminée le 15 février 1934, et elle est la seconde mosquée à être construite aux États-Unis.

## Histoire
Cette petite structure servit de lieu de prière pour les musulmans pendant près de 40 ans. Une mosquée plus grande, l'Islamic Center Of Cedar Rapids, fut construite en 1971 et l'ancien bâtiment fut vendu. Les propriétaires successifs ont laissé le bâtiment se détériorer pendant vingt ans.
L'Islamic Council of Iowa racheta l'ancienne mosquée en 1991, et en fit un centre culturel islamique. La Mother Mosque se trouve dans un quartier résidentiel très calme. Sa taille étant très petite, la majorité de la population musulmane de l'est de l'Iowa et de la région de Cedar Rapids utilise d'autres mosquées. Malgré cela, la Mother Mosque reste une centre de première importance pour la communauté, la prière et l'information.
La Mother Mosque of America se trouve maintenant à la fois sur la liste des lieux historique de l'État de l'Iowa et sur le registre national des sites historiques des États-Unis (Registre national des lieux historiques) en tant qu' « élément essentiel de l'histoire de la religion aux États-Unis, qui symbolise la tolérance et l'acceptation de l'Islam et des musulmans aux États-Unis ».
Il s'agit de la deuxième mosquée construite aux États-Unis, après celle située à Ross (Dakota du Nord) (bâtie en 1929 mais détruite dans les années 1970 et reconstruite en 2005). La troisième mosquée construite en Amérique du Nord est la mosquée Al-Rashid, en 1938.